# 太櫓村
太櫓村（ふとろむら）は、かつて北海道太櫓郡に存在した村である。

## 沿革
- 1906年（明治39年）4月1日 - 北海道二級町村制施行により太櫓郡太櫓村、古櫓多村、良瑠石村及び鵜泊村の区域をもって、太櫓村が発足する。
- 1955年（昭和30年）4月1日 - 太櫓郡太櫓村及び瀬棚郡東瀬棚町が合併し、瀬棚郡北檜山町が発足する。